# Helen Magnus
A jó orvosok jönnek és mennek. De a legjobbak mindig túllátnak a létező határokon, túl az ismert dolgokon. A legnagyobbak, ők hisznek, még a hihetetlenben is.
Dr. Helen Magnus a Sanctuary – Génrejtek című kanadai sci-fi-fantasy televíziós sorozat főszereplője. Az Amanda Tapping által alakított karakter egy orvos és tudós, a Menedék vezetője. Szakterülete a kriptozoológia és az exobiológia, emellett tudása nagyon széles körű. A sorozat kezdetén 157 éves.

## Korai évei
Helen Magnus a 19. század közepén született a híres tudós, Gregory Magnus lányaként. Louis Pasteur, aki apja közeli barátja volt, Helen keresztapja. Már fiatal korában nagyon intelligens volt, aki képtelen volt elfogadni korának a nőkkel szemben szabott korlátait. Miután visszautasított egy belgyógyászati állást, megkérte apját, avassa be őt titkaiba, melyekről úgy gondolta, házuk alatt rejtegeti előle. Gregory habozva ugyan, de beleegyezett, így szerzett tudomást Helen először az abnormális lényekről.

## Az Ötök
Nem sokkal azután, hogy apja eltűnt egy Mekka felé tartó expedícióban, Helen létrehozta az Ötök nevű társaságot, mely rajta kívül négy hozzá hasonló különleges képességű emberből állt. James Watson, John Druitt, Nikola Tesla és Nigel Griffin is koruk zsenijeiként voltak elismertek. A csapat úgy érezte, ők valami nagyobb dolognak a részei, nem pedig a világnézetük miatt kiközösített emberek. Együttműködésük során Helennek sikerült szert tennie tiszta ősi vámpír vérre, még mielőtt az egyház kipusztította volna a fajt. Dr. Magnus megalkotott egy szérumot a vérből, ami feltételezései szerint egyedi tulajdonságokat hordozott magában. A csoport kíváncsisága az emberiség lehetőségeivel kapcsolatban arra vezette őket, hogy mindannyian magukba fecskendezték a szérumot. Helen volt az első, aki önként vállalta a feladatot, hogy megbizonyosodjon a szer biztonságosságáról, bár barátai figyelmeztették, hogy a mellékhatások ismeretlenek. Helen túlélte a befecskendezést, de a hosszú élet képességének felébredése testében nagy fájdalmakkal járt.
Ezután Helennek segítenie kellett a többieknek újonnan felfedezett képességeik szabályozásában. Nikola Tesla szervezete úgy reagált a szérumra, hogy felébresztette benne a szunnyadó vámpír géneket, ami egy ősétől származhatott, és Helennek különleges kezelést kellett alkalmaznia, hogy Tesla uralni tudja legkevésbé sem áhított vámpír ösztöneit, beleértve a vérszomjat. James Watsont, akit Sherlock Holmesként ismert a világ, megnövekedett intellektusa arra kényszerítette, hogy agyát folyamatosan foglalkoztassa, míg teljesen uralni nem tudta, nehogy képessége őrületbe kergesse őt. Nigel Griffin molekulái fényérzékenyek lettek, a láthatatlanság hatalmát kapta meg a szérum által.
Az Ötök egyetlen tagja, akin Helen nagy sajnálatára képtelen volt segíteni, vőlegénye, John Druitt volt. Az ősi vér neki az időben és térben való teleportálás képességét adta, ám előre nem látható mellékhatás volt, hogy képességének használata rombolta az agyát, ami által belőle lett a történelem legnagyobb sorozatgyilkosa, Hasfelmetsző Jack. Miután az Ötök többi tagja már feladta a próbálkozást, Helen még egyszer utoljára kísérletet tett, hogy Druitt jobbik természetét előhívja, hátha a férfi elfogadja Helen segítségét. Azonban ekkorra John őrülete már felemésztette azt az embert, aki korábban volt, és Magnusra támadt, aki saját maga védelmében a férfira lőtt. Ezután Druitt hosszú évekre eltűnt a nő életéből.
Bár az Ötök a viktoriánus korban sosem ismerte el, Magnus volt a csoport vezetője. Főként azért, mert csak ő volt képes kordában tartani őket, illetve segített nekik céljaikra koncentrálni.

## Magánélet
Dr. Magnus rövid ideig jegyese volt Druittnak, aki a szerelme és első páciense volt. Közös lányuk, Ashley Magnus eredetileg az 1880-as években fogant. Helen több mint egy évszázadon át lefagyasztva tartotta az embriót, míg nem bírta tovább a magányt. Remélte, hogy Druitt végleg eltávozott, és biztonságban nevelheti fel lányukat.
Helen merész és egyenes, bátor és számára nincs lehetetlen, mégis büszke viktoriánus érzékenységére. Csodálja lányát, tiszteletben tartja függetlenségét és önbizalmát, ami azonban nem zárja ki alkalmanként az anya-lánya vitákat.
Helen Magnus személyesen is ismerte a történelem legnagyobb alakjait, mint Isaac Newton, H. G. Wells, Jules Verne, csak úgy, mint az Egyesült Államok egykori elnökei közül Teddy Rooseveltet, Warren G. Hardingot, Franklin D. Rooseveltet, valamint legalább egyet a The Beatles tagjai közül is. Jelen volt abban a szobában, ahol a nácik megadták magukat a második világháború végén, leginkább azért, mert Eisenhower nem akart egy szobában lenni Alfred Jodllel.

## A Menedék
Több mint egy százada már Helen Magnus vezeti a Menedék-hálózatot, melyben felkutatják, megvédik és tanulmányozzák a rendkívüli és paranormális teremtményeket a világon. Bár Magnus elutasítja azt, hogy léteznének képzeletünk szörnyű szüleményei vagy gyermekkorunk rémálmainak szereplői, elismeri azt, hogy a világ tele van a természet hibáival és győzelmeivel, és a Menedékben számos bizonyítékkal rendelkezik arról, hogy ezek valósak. Néhány abnormális számára Magnus a védelmező, a veszélyesek számára pedig a vadász.

## Fogadtatás
Mark Wilson az About.com-on azt állította, Amanda Tapping igazán lelkesnek tűnt egy teljesen új karakter alakításában tizenegy évnyi Samantha Carter után a Csillagkapu-univerzum sorozataiban és filmjeiben. Tisztán látszik, hogy megtett minden erőfeszítést, hogy sikeresen elkülönítse Helent Cartertől. Összességében Tapping képes volt egy olyan női karaktert megformálni, aki egy évszázadnyi tapasztalattal rendelkezik, melyben fél századnyi elszigeteltségben, furcsaságban és könyörtelenségben is része volt. A McClatchy Newspaper munkatársa, Rick Bentley azt írta Tapping szerepéről, hogy a színésznőnek végre lehetősége lett nevet szerezni a Csillagkapu univerzumon kívül is. Némelyek Helen Magnusban a Torchwood című sci-fi televíziós sorozat főszereplőjének, Jack Harknessnek a női változatát látják. Magnus bekerült a TV Squad által összeállított A tíz legmisztikusabb televíziós karakter listába is.
Amanda Tapping a Rekviem című epizódban nyújtott alakításáért Leo-díjat nyert a Legjobb női főszereplő drámai sorozatban kategóriában,  illetve jelölték őt a Constellation-díjra Legjobb női előadó science-fiction televíziós epizódban 2008-ban kategóriában ugyanezen epizódért, valamint a Gemini-díjra Legjobb női előadó folytatásos drámai főszerepben kategóriában.

## Külső hivatkozások
- A sorozat hivatalos honlapja
- IMDb Archiválva 2010. augusztus 13-i dátummal a Wayback Machine-ben
- Sanctuary Wiki